# Чортковское наступление
Чортко́вское наступле́ние (укр. Чортківська офензива, Чортківський наступ) — наступление Украинской Галицкой Армии в районе города Чорткова (ныне — Тернопольская область) в ходе войны между Польшей и ЗУНР. Подготовленная ещё бывшим начальником штаба полковником Мишковским, операция была проведена под командованием генерала Грекова.

## Военно-стратегическая ситуация
К началу июня 1919 года в результате ударов польских войск остатки Украинской Галицкой Армии были вынуждены отступить в так называемый «треугольник смерти» — пространство, ограниченное с трёх сторон реками Збруч, Днестр и железной дорогой Гусятин — Чортков. Периметр «треугольника» составлял 90 километров. Со всех сторон он был окружён противниками УГА — польскими и румынскими войсками, РККА, отдельными белогвардейскими частями. Однако со временем положение стало улучшаться, так как польское командование, недооценив боеспособность украинской армии, перебросило лучшие части на польско-германскую и польско-чехословацкую границу.
После недельной реорганизации и отдыха руководство УГА стянуло все силы к Чорткову. Были заново восстановлены Первый и Третий корпус. Евгений Петрушевич заменил командующего УГА: теперь вместо Омельяновича-Павленко им стал Александр Греков. Греков убедил руководство ЗУНР и УГА в том, что успешное наступление на Львов ещё возможно. 7 июня подготовка к операции завершилась, и 8 июня УГА перешла в наступление.

## Ход операции
Уже 9 июня части УГА прорвали линию фронта, в тот же день были взяты Теребовля и Бучач. Поляки попытались остановить продвижение украинцев вглубь Галиции контрударами отдельных групп, но это не принесло результата.
14 июня украинские войска вышли к Тарнополю (Тернополю). Ударная группа УГА, возглавляемая Тарнавским, и 1-я бригада Украинских сечевых стрельцов вошли в город 15 июня. 15 июня украинские войска вышли к реке Золотая Липа, выйдя на линию Дельвига, согласованную в ходе польско-украинских переговоров во Львове 16 июня. Однако это соглашение не было одобрено диктатором Евгением Петрушевичем и осталось лишь на бумаге – войска УГА продолжили наступление на польско-украинском фронте, в дальнейшем наступая в направлении Золочева, Брод, Зборова и Бережан, а Второй корпус — на Львов. 17 июня УГА вошла в Бережаны, 22 июня взяла Броды и Золочев. Наступление было с энтузиазмом встречено украинским населением и вызвало возросший приток добровольцев. В тылу польской армии начали действовать партизанские отряды.
17 июня УГА начала Бережанскую операцию. В то время Бережаны были польским складским центром с сильным гарнизоном, а также важным коммуникационным узлом. Они были сильно укреплены, поэтому польское командование решило защищать их любой ценой. Украинские войска обошли город с фланга и после тяжелых боев захватили его 21 июня. После захвата Золочева 22 июня у украинских войск начали заканчиваться боеприпасы, и наступление замедлилось.

## Польское контрнаступление
Польское командование поняло, что, если вовремя не оказать должного сопротивления, начнётся штурм Львова. Поэтому Юзеф Пилсудский лично прибыл во Львов и взял командование войсками группы «Восток» на себя. 25 июня польские части перешли в контрнаступление, форсировав реку Свирж, а 28 июня началось наступление на всём фронте. 29 июня Первый и Второй корпуса УГА были отброшены назад, а польские части вошли в Золочев, захватив две тысячи пленных.
Тем временем командующий УГА генерал Греков приказал начать наступление на Львов Третьим корпусом. Одновременно в тыл к Третьему корпусу вышла 4-я польская дивизия, возвращавшаяся из Бендер. Украинское командование не могло предусмотреть такого резкого поворота событий. Третий корпус был сжат с обеих сторон польской кавалерией, но продолжал сопротивление.
4 июля Первый и Второй корпуса УГА после долгого отступления вышли к Збручу. С 5 по 7 июля шли позиционные бои, пока 8 июля польская армия не продолжила наступление. УГА была вновь загнана в «треугольник смерти», а её части уже готовились к эвакуации с территории ЗУНР. Первая попытка форсировать Збруч окончилась неудачей: на том берегу УГА столкнулась с частями РККА и вынуждена была вернуться на исходные позиции. Вторая попытка состоялась в ночь с 16 на 17 июля, на этот раз вся УГА была эвакуирована из Галиции на территорию УНР. Польско-украинская война завершилась полным поражением войск ЗУНР.